# Saint-Riquier-ès-Plains
Saint-Riquier-ès-Plains és un municipi francès situat al departament del Sena Marítim i a la regió de Normandia. L'any 2007 tenia 592 habitants.

## Demografia

### Població
El 2007 la població de fet de Saint-Riquier-ès-Plains era de 592 persones. Hi havia 215 famílies de les quals 36 eren unipersonals (20 homes vivint sols i 16 dones vivint soles), 68 parelles sense fills, 91 parelles amb fills i 20 famílies monoparentals amb fills.
La població ha evolucionat segons el següent gràfic:
Habitants censats

### Habitatges
El 2007 hi havia 279 habitatges, 215 eren l'habitatge principal de la família, 48 eren segones residències i 16 estaven desocupats. Tots els 274 habitatges eren cases. Dels 215 habitatges principals, 129 estaven ocupats pels seus propietaris, 81 estaven llogats i ocupats pels llogaters i 5 estaven cedits a títol gratuït; 1 tenia una cambra, 11 en tenien dues, 22 en tenien tres, 58 en tenien quatre i 124 en tenien cinc o més. 200 habitatges disposaven pel capbaix d'una plaça de pàrquing. A 102 habitatges hi havia un automòbil i a 92 n'hi havia dos o més.

### Piràmide de població
La piràmide de població per edats i sexe el 2009 era:
| Homes | Edats   | Dones |
| ----- | ------- | ----- |
| 0     | 95 o +  | 0     |
| 0     | 90 a 94 | 0     |
| 4     | 85 a 89 | 0     |
| 0     | 80 a 84 | 0     |
| 8     | 75 a 79 | 16    |
| 4     | 70 a 74 | 4     |
| 24    | 65 a 69 | 20    |
| 16    | 60 a 64 | 20    |
| 4     | 55 a 59 | 8     |
| 4     | 50 a 54 | 12    |
| 24    | 45 a 49 | 16    |
| 28    | 40 a 44 | 8     |
| 28    | 35 a 39 | 36    |
| 20    | 30 a 34 | 36    |
| 12    | 25 a 29 | 28    |
| 16    | 20 a 24 | 8     |
| 28    | 15 a 19 | 12    |
| 36    | 10 a 14 | 32    |
| 20    | 5 a 9   | 20    |
| 20    | 0 a 4   | 24    |

## Economia
El 2007 la població en edat de treballar era de 379 persones, 283 eren actives i 96 eren inactives. De les 283 persones actives 254 estaven ocupades (144 homes i 110 dones) i 29 estaven aturades (13 homes i 16 dones). De les 96 persones inactives 23 estaven jubilades, 38 estaven estudiant i 35 estaven classificades com a «altres inactius».

### Ingressos
El 2009 a Saint-Riquier-ès-Plains hi havia 217 unitats fiscals que integraven 591,5 persones, la mediana anual d'ingressos fiscals per persona era de 18.685 €.

### Activitats econòmiques
Dels 10 establiments que hi havia el 2007, 1 era d'una empresa de fabricació d'altres productes industrials, 5 d'empreses de construcció, 1 d'una empresa de comerç i reparació d'automòbils, 2 d'empreses d'hostatgeria i restauració i 1 d'una empresa de serveis.
Dels 6 establiments de servei als particulars que hi havia el 2009, 2 eren paletes, 1 fusteria, 1 lampisteria, 1 electricista i 1 restaurant.
L'any 2000 a Saint-Riquier-ès-Plains hi havia 8 explotacions agrícoles que ocupaven un total de 440 hectàrees.

## Equipaments sanitaris i escolars
El 2009 hi havia una escola elemental.

## Poblacions més properes
El següent diagrama mostra les poblacions més properes.